# Levervlek (vlinder)
De levervlek (Euplexia lucipara) is een nachtvlinder uit de familie Noctuidae (uilen). De voorvleugellengte bedraagt tussen de 14 en 16 millimeter. De soort komt voor in heel Europa. Hij overwintert als pop.

## Waardplanten
De levervlek heeft als waardplanten allerlei bomen, struiken en kruidachtige planten, zoals vooral berken en varens.

## Voorkomen in Nederland en België
De levervlek is in Nederland en België een algemene soort, die verspreid over het hele gebied kan worden gezien. De vlinder kent één generatie die vliegt van begin mei tot begin augustus.